# Euhybus crassipes
Euhybus crassipes är en tvåvingeart som först beskrevs av Fabricius 1805.  Euhybus crassipes ingår i släktet Euhybus och familjen puckeldansflugor. Inga underarter finns listade i Catalogue of Life.